# Record of Youth
Record of Youth (청춘기록?, Cheongchun-girokLR) è una serie televisiva sudcoreana trasmessa su tvN dal 7 settembre al 27 ottobre 2020. In lingua italiana è stata resa disponibile sottotitolata su Netflix.

## Trama
Segue le vite di tre giovani nel settore della moda contemporanea che si sforzano di realizzare i loro sogni e di amare senza disperazione.

## Personaggi
- Sa Hye-jun, interpretato da Park Bo-gum
- Ahn Jeong-ha, interpretata da Park So-dam
- Won Hae-hyo, interpretato da Byeon Woo-seok
- Kim Jin-woo, interpretato da Kwon Soo-hyun